# Pseudobahia
Pseudobahia es un género de plantas con flores de la familia  Asteraceae.  Comprende 3 especies descritas y  aceptadas.

## Taxonomía
El género fue descrito por (A.Gray) Rydb. y publicado en North American Flora 34(2): 83. 1915. La especie tipo es: Pseudobahia bahiifolia (Benth.) Rydb.
Etimología
Pseudobahia: nombre genérico que proviene de la palabra griega pseudes, "falso", y el género Bahia.

## Especies
A continuación se brinda un listado de las especies del género Pseudobahia aceptadas hasta julio de 2012, ordenadas alfabéticamente. Para cada una se indica el nombre binomial seguido del autor, abreviado según las convenciones y usos.
- Pseudobahia bahiifolia (Benth.) Rydb.
- Pseudobahia heermannii (Durand) Rydb.
- Pseudobahia peirsonii Munz